# Lijst van rijksmonumenten in Borsele
De gemeente Borsele telt 173 inschrijvingen in het rijksmonumentenregister. Hieronder een overzicht. 

## 's-Gravenpolder
De plaats 's-Gravenpolder telt 5 inschrijvingen in het rijksmonumentenregister.
| Object                                       | Oorspronkelijke functie?  | Bouwjaar                                   | Architect | Locatie              | Coördinaten?                  | Nr.?  | Afbeelding        |
| -------------------------------------------- | ------------------------- | ------------------------------------------ | --------- | -------------------- | ----------------------------- | ----- | ----------------- |
| Vluchtberg/kasteelberg                       | Archeologisch monument    | 13e eeuw; kernterp mogelijk 11e - 12e eeuw |           | De Poel              | 51° 27' 42" NB, 3° 52' 58" OL | 45972 | Upload foto       |
| Nederlands Hervormde Kerk                    | Kerk en kerkonderdeel     | 14e eeuw (koor)                            |           | 's Gravenstraat 8    | 51° 27' 27" NB, 3° 53' 56" OL | 9968  | Meer afbeeldingen |
| Toren van de Nederlands Hervormde Kerk       | Kerk en kerkonderdeel     | Vermoedelijk vroeg 15e eeuw                |           | 's Gravenstraat 8    | 51° 27' 27" NB, 3° 53' 55" OL | 9969  | Meer afbeeldingen |
| De Korenhalm                                 | Industrie- en poldermolen | 1876                                       |           | Korenhalmdijk 11     | 51° 27' 16" NB, 3° 53' 54" OL | 9970  | Meer afbeeldingen |
| Gewit bakstenen woonhuis met pannen zadeldak | Woonhuis                  | 18e-19e eeuw                               |           | Schoorkenszandweg 27 | 51° 26' 59" NB, 3° 52' 38" OL | 9973  | Meer afbeeldingen |

## 's-Heer Abtskerke
De plaats 's-Heer Abtskerke telt 12 inschrijvingen in het rijksmonumentenregister. Zie Lijst van rijksmonumenten in 's-Heer Abtskerke voor een overzicht.

## 's-Heerenhoek
De plaats 's-Heerenhoek telt 6 inschrijvingen in het rijksmonumentenregister.
| Object | Oorspronkelijke functie? | Bouwjaar         | Architect  | Locatie                | Coördinaten?                  | Nr.?   | Afbeelding        |
| --- | ------------------------ | ---------------- | ---------- | ---------------------- | ----------------------------- | ------ | ----------------- |
| Bakstenen woonhuis met pannen zadeldak tussen tuittopgevels met vlechtingen. Aangebouwd bakhuis in steen met pannen zadeldak. Schuur in hout gedeeltelijk in baksteen vernieuwd, met rieten wolfdak | Boerderij                | ca. 19e-20e eeuw |            | 's-Heerenhoeksedijk 5  | 51° 25' 54" NB, 3° 46' 3" OL  | 10020  | Upload foto       |
| Woning op rechthoekige plattegrond met achteraanbouw, één bouwlaag hoog met zadeldak; opgetrokken uit roodbruine baksteen                                                                           | Woonhuis                 | 1900             |            | Beeldhoeveweg 12       | 51° 26' 47" NB, 3° 47' 9" OL  | 509144 | Upload foto       |
| Dwarsdeelschuur op rechthoekige plattegrond, zadeldak | Boerderij                | 1900             |            | Beeldhoeveweg 12       | 51° 26' 47" NB, 3° 47' 9" OL  | 509145 | Upload foto       |
| Bakstenen varkenshok met zadeldak, strakke windveer en makelaar | Boerderij                | 1900             |            | Beeldhoeveweg 12       | 51° 26' 47" NB, 3° 47' 9" OL  | 509146 | Upload foto       |
| Bakstenen bakkeet met lessenaarsdakje gedekt met rode pannen | Boerderij                | 1900             |            | Beeldhoeveweg 12       | 51° 26' 47" NB, 3° 47' 9" OL  | 509147 | Upload foto       |
| Sint Willibrordus | Kerk en kerkonderdeel    | 1873             | Th.Asseler | Deken Holtkampstraat 9 | 51° 27' 15" NB, 3° 46' 11" OL | 9981   | Meer afbeeldingen |

## Baarland
De plaats Baarland telt 10 inschrijvingen in het rijksmonumentenregister. Zie Lijst van rijksmonumenten in Baarland voor een overzicht.

## Borssele
De plaats Borssele telt 24 inschrijvingen in het rijksmonumentenregister. Zie Lijst van rijksmonumenten in Borssele voor een overzicht.

## Driewegen
De plaats Driewegen telt 4 inschrijvingen in het rijksmonumentenregister.
| Object                    | Oorspronkelijke functie? | Bouwjaar | Architect | Locatie               | Coördinaten?                  | Nr.? | Afbeelding        |
| ------------------------- | ------------------------ | -------- | --------- | --------------------- | ----------------------------- | ---- | ----------------- |
| Nederlands Hervormde kerk | Kerk en kerkonderdeel    | 1678     |           | Van Tilburghstraat 27 | 51° 25' 2" NB, 3° 48' 17" OL  | 9964 | Meer afbeeldingen |
| Alle Morgen Nieuwe Zorgen | Boerderij                | 1796     |           | Paulushoekseweg 5     | 51° 25' 11" NB, 3° 47' 54" OL | 9965 | Meer afbeeldingen |
| 't Hof Tilburg            | Boerderij                | 1778     |           | Van Tilburghstraat 50 | 51° 24' 56" NB, 3° 48' 22" OL | 9966 | Meer afbeeldingen |
| Geertruidshof             | Boerderij                | 18e eeuw |           | Van Tilburghstraat 43 | 51° 24' 59" NB, 3° 48' 25" OL | 9967 | Meer afbeeldingen |

## Ellewoutsdijk
De plaats Ellewoutsdijk telt 39 inschrijvingen in het rijksmonumentenregister. Zie Lijst van rijksmonumenten in Ellewoutsdijk voor een overzicht.

## Heinkenszand
De plaats Heinkenszand telt 24 inschrijvingen in het rijksmonumentenregister. Zie Lijst van rijksmonumenten in Heinkenszand voor een overzicht.

## Hoedekenskerke
De plaats Hoedekenskerke telt 3 inschrijvingen in het rijksmonumentenregister.
| Object                               | Oorspronkelijke functie?  | Bouwjaar | Architect | Locatie        | Coördinaten?                  | Nr.?   | Afbeelding        |
| ------------------------------------ | ------------------------- | -------- | --------- | -------------- | ----------------------------- | ------ | ----------------- |
| Boerhaave                            | Dienstwoning              | 1887     |           | Kerkstraat 38  | 51° 25' 23" NB, 3° 54' 46" OL | 509203 | Meer afbeeldingen |
| St. Joris, Nederlands Hervormde Kerk | Kerk en kerkonderdeel     | 15e eeuw |           | Kerkstraat 32  | 51° 25' 25" NB, 3° 54' 45" OL | 9995   | Meer afbeeldingen |
| De Koutermolen                       | Industrie- en poldermolen | 1874     |           | Molenstraat 46 | 51° 25' 35" NB, 3° 54' 19" OL | 9996   | Meer afbeeldingen |

## Kwadendamme
De plaats Kwadendamme telt 9 inschrijvingen in het rijksmonumentenregister. Zie Lijst van rijksmonumenten in Kwadendamme voor een overzicht.

## Nieuwdorp
De plaats Nieuwdorp telt 1 inschrijving in het rijksmonumentenregister.
| Object               | Oorspronkelijke functie? | Bouwjaar     | Architect | Locatie       | Coördinaten?                 | Nr.?  | Afbeelding        |
| -------------------- | ------------------------ | ------------ | --------- | ------------- | ---------------------------- | ----- | ----------------- |
| Boerderij "Landlust" | Boerderij                | 17e/18e eeuw |           | Landlustweg 1 | 51° 27' 44" NB, 3° 44' 3" OL | 10000 | Meer afbeeldingen |

## Nisse
De plaats Nisse telt 16 inschrijvingen in het rijksmonumentenregister. Zie Lijst van rijksmonumenten in Nisse voor een overzicht.

## Oudelande
De plaats Oudelande telt 12 inschrijvingen in het rijksmonumentenregister. Zie Lijst van rijksmonumenten in Oudelande voor een overzicht.

## Ovezande
De plaats Ovezande telt 9 inschrijvingen in het rijksmonumentenregister.
| Object | Oorspronkelijke functie?  | Bouwjaar                              | Architect | Locatie                | Coördinaten?                  | Nr.?   | Afbeelding        |
| --- | ------------------------- | ------------------------------------- | --------- | ---------------------- | ----------------------------- | ------ | ----------------- |
| Pand met een lage verdieping                                                                                                 | Woonhuis                  | 1645                                  |           | Kerkplein 1            | 51° 25' 43" NB, 3° 49' 18" OL | 10017  | Meer afbeeldingen |
| Nederlands Hervormde Kerk | Kerk en kerkonderdeel     | 15e eeuw (oorsprong)                  |           | Kerkplein 8            | 51° 25' 42" NB, 3° 49' 21" OL | 10018  | Meer afbeeldingen |
| Toren Hervormde kerk. Smalle toren op H-vormige plattegrond                                                                  | Kerk en kerkonderdeel     |                                       |           | hoofdstraat 35         | 51° 25' 42" NB, 3° 49' 20" OL | 10019  | Meer afbeeldingen |
| De Blazekop | Industrie- en poldermolen | 1884                                  |           | Molenweg 4             | 51° 25' 52" NB, 3° 48' 14" OL | 10021  | Meer afbeeldingen |
| Karakteristieke houten Zeeuwse schuur op bakstenen plint, met twee dwarsdelen en onder met riet gedekt schilddak             | Boerderij                 | waarschijnlijk 18e eeuw               |           | Kolaardsweg 1          | 51° 26' 8" NB, 3° 48' 29" OL  | 10022  | Meer afbeeldingen |
| Bakstenen woonhuis met gepleisterde plint en pannen zadeldak. Bakgoot op klossen, doorlopend over topgevel; deze met noktuit | Woonhuis                  | 1789 (jaartalanker)                   |           | Hollestelleweg 1a      | 51° 26' 25" NB, 3° 47' 4" OL  | 10023  | Upload foto       |
| Paardenborgh (woonhuis) en schuur in hout en baksteen vervangen met pannen zadeldak                                          | Boerderij                 | 1615 (woonhuis) schuur (ca. 19e eeuw) |           | West Langeweg 3        | 51° 26' 50" NB, 3° 46' 36" OL | 10024  | Meer afbeeldingen |
| Woonhuis-schuur | Boerderij                 | 1914 (bouw) 1934 (verb.)              |           | 's-Heerenhoeksedijk 52 | 51° 26' 3" NB, 3° 46' 0" OL   | 509123 | Meer afbeeldingen |
| Varkenshok | Boerderij                 | ca. 1914                              |           | 's-Heerenhoeksedijk 52 | 51° 26' 3" NB, 3° 46' 0" OL   | 509124 | Upload foto       |

## Sinoutskerke
De plaats Sinoutskerke telt 1 inschrijving in het rijksmonumentenregister.
| Object                                              | Oorspronkelijke functie? | Bouwjaar | Architect | Locatie | Coördinaten?                  | Nr.?   | Afbeelding                                          |
| --------------------------------------------------- | ------------------------ | -------- | --------- | ------- | ----------------------------- | ------ | --------------------------------------------------- |
| Terrein met de resten van een motte en een huisterp | Archeologisch monument   |          |           |         | 51° 28' 27" NB, 3° 51' 49" OL | 527158 | Terrein met de resten van een motte en een huisterp |

Borsele ·
Goes ·
Hulst ·
Kapelle ·
Middelburg ·
Noord-Beveland ·
Reimerswaal ·
Schouwen-Duiveland ·
Sluis ·
Terneuzen ·
Tholen ·
Veere ·
Vlissingen